# Provincia di Biella
La provincia di Biella (provincia ëd Bièla in piemontese) è una provincia italiana del Piemonte di 168 257 abitanti.
Situata nel nord della regione, confina a ovest con la Valle d'Aosta, mentre sugli altri versanti è racchiusa tra la città metropolitana di Torino e la provincia di Vercelli.

## Storia

Alluvione nel Biellese del novembre 1968

La provincia di Biella nacque il 18 febbraio 1622, quando il duca Carlo Emanuele I di Savoia divise i propri possedimenti a est della catena alpina in 12 province. Tale suddivisione amministrativa era di natura principalmente fiscale, ovvero funzionale alla necessità legate alla riscossione delle imposte. Il territorio che dipendeva amministrativamente dalla provincia di Biella era però piuttosto diverso da quello che viene oggi considerato il Biellese. Rientravano nell'antica provincia comuni del Canavese e del Vercellese, mentre altri comuni oggi afferenti alla provincia di Biella ne risultavano esclusi, come ad esempio Occhieppo Inferiore, che apparteneva alla Provincia di Vercelli.
Nel 1859 la provincia di Biella fu abolita, e venne sostituita da un circondario incluso nella Provincia di Novara; tale comprensorio nel 1927 passò poi alla neo-istituita Provincia di Vercelli.
Il 2 novembre del 1968 il biellese orientale fu colpito da forti piogge, che provocarono una grave alluvione, ed estese frane. Si contarono 58 persone morte, molte decedute mentre dormivano, più di 100 feriti, distruzione di case (coinvolgendo circa 34000 biellesi), strade e infrastrutture alla circolazione e distruzione di 130 aziende tessili; i comuni maggiormente colpiti furono: Valle Mosso, Veglio, Strona e Mosso Santa Maria.
L'attuale provincia di Biella venne istituita nel 1992, con il dlgs 248 del 6 marzo 1992. per scorporo dalla provincia di Vercelli; le prime elezioni amministrative si svolsero nel maggio 1995. 
 Il territorio provinciale corrisponde quasi esattamente a quello dell'antico circondario di Biella; è costituita da 74 comuni tra i quali, dopo quello di Biella, il secondo della provincia per numero di abitanti è Cossato.
In seguito alle riforme volute dalla "revisione della spesa pubblica" del Governo Monti, il 3 ottobre 2012 il CAL (Consiglio Autonomie Locali) del Piemonte aveva inizialmente approvato l'aggregazione della Provincia di Biella con quella in una grande Provincia di Novara (strategicamente fatta passare sotto il nome di "Quadrante") che avrebbe assorbito i territori di Biella, Vercelli e VCO, definendo come capoluogo la città di Novara. La Regione Piemonte nella seduta del 23 ottobre formalizzò invece la creazione di una nuova provincia di Biella-Vercelli, inviando questa proposta di riordino ufficiale al Governo. Il decreto, approvato il 31 ottobre 2012 dal Consiglio dei Ministri, non è stato però convertito in legge senza quindi comportare alcuna modifica all'assetto provinciale.
In data 30 novembre 2013 è stata deliberata la dichiarazione di dissesto finanziario della Provincia di Biella.

## Geografia fisica

### Territorio
La provincia è racchiusa a ovest e a nord dalla catena montuosa delle Alpi Biellesi che, dominate dal monte Mars e dal Bo, si affacciano sul vicino Monte Rosa e garantiscono al territorio sottostante notevoli risorse idriche e la presenza di numerose fonti sorgive. A sud-ovest la catena collinare di origine morenica denominata la Serra di Ivrea separa il Biellese dal Canavese (di quest' ultimo i comuni di Viverone e Roppolo ne sono parte); a est e a sud si trovano invece pianure coltivate prevalentemente a riso e granturco.
L'altitudine massima del territorio provinciale è il Monte Mars (2600 m); l'altitudine minima, invece, è rappresentata dal comune di Gifflenga (187 m s.l.m.).
I principali torrenti sono l'Oropa, il Cervo, l'Elvo, lo Strona di Mosso e il Sessera.

Il Biellese è stato al centro di diversi fenomeni alluvionali (1968, Valle Mosso; 2002, Valle Cervo). Ricco di corsi d'acqua, un tempo indispensabili alle numerose fabbriche della zona (alcune di esse, ormai dismesse, costituiscono una vera e propria memoria archeologico-industriale), condivide con la città metropolitana di Torino il lago di Viverone.
Una parte del territorio provinciale è tutelata da tre aree protette regionali:
- Parco della Burcina
- Riserva naturale speciale del Sacro Monte di Oropa
- Riserva naturale regionale Baragge - Bessa - Area attrezzata Brich Zumaglia - Mont Prève.

Gli svincoli autostradali prossimi al capoluogo sono, sulla Autostrada A26, quello di Romagnano Sesia, quelli di Santhià e Albiano d'Ivrea sull'autostrada A5 e quelli di Carisio e Balocco sull'Autostrada A4.

### Clima
Il clima biellese è continentale, ma ha comunque una diversificata climatologia a causa della presenza della montagna e della pianura. Presenta inverni freddi e umidi, con precipitazioni nevose e presenza di nebbia nelle zone di pianura. In inverno può verificarsi il fenomeno del favonio, tipico delle aree alpine. 
La primavera e l'autunno sono le stagioni più piovose, soprattutto i mesi di maggio, ottobre e novembre. L'estate è calda e sovente afosa, soprattutto in pianura, più ventilata nelle aree collinari e montane. In questa stagione sono molto frequenti i temporali.
|  |  |  |  |

## Comuni

Mappa dei comuni della provincia con le exclavi montane disabitate, tipiche di questo territorio, evidenziate in giallo scuro

Appartengono alla provincia di Biella i seguenti 74 comuni:
- Ailoche
- Andorno Micca
- Benna
- Biella
- Bioglio
- Borriana
- Brusnengo
- Callabiana
- Camandona
- Camburzano
- Campiglia Cervo
- Candelo
- Caprile
- Casapinta
- Castelletto Cervo
- Cavaglià
- Cerrione
- Coggiola
- Cossato
- Crevacuore
- Curino
- Donato
- Dorzano
- Gaglianico
- Gifflenga
- Graglia
- Lessona
- Magnano
- Massazza
- Masserano
- Mezzana Mortigliengo
- Miagliano
- Mongrando
- Mottalciata
- Muzzano
- Netro
- Occhieppo Inferiore
- Occhieppo Superiore
- Pettinengo
- Piatto
- Piedicavallo
- Pollone
- Ponderano
- Portula
- Pralungo
- Pray
- Quaregna Cerreto
- Ronco Biellese
- Roppolo
- Rosazza
- Sagliano Micca
- Sala Biellese
- Salussola
- Sandigliano
- Sordevolo
- Sostegno
- Strona
- Tavigliano
- Ternengo
- Tollegno
- Torrazzo
- Valdengo
- Vallanzengo
- Valdilana
- Valle San Nicolao
- Veglio
- Verrone
- Vigliano Biellese
- Villa del Bosco
- Villanova Biellese
- Viverone
- Zimone
- Zubiena
- Zumaglia

Numerosi comuni del Biellese centrale comprendono isole amministrative montane in Val Sessera o nell'alta Valle del Cervo: si tratta di aree di pascolo nelle quali tradizionalmente gli allevatori di tali comuni collinari, durante la bella stagione, trasferiscono il proprio bestiame mediante la pratica della transumanza.

### Comuni più popolosi
| Posizione | Stemma città | Comune            | Popolazione |
| --------- | ------------ | ----------------- | ----------- |
| 1º        |              | Biella            | 43.882      |
| 2º        |              | Cossato           | 14.149      |
| 3º        |              | Valdilana         | 10.489      |
| 4º        |              | Vigliano Biellese | 7.685       |
| 5º        |              | Candelo           | 7.299       |

## Cultura
Meta antichissima di pellegrinaggi spirituali, la provincia biellese è terra di santuari; oltre a quello di Oropa, degni di rilievo sono il santuario di Graglia e il santuario di San Giovanni d'Andorno. Nel 2003 il Sacro Monte di Oropa è entrato a far parte del Patrimonio Mondiale dell'UNESCO.
Nel capoluogo, oltre al Museo del Territorio al chiostro di San Sebastiano e a Villa Schneider, sede di un museo della memoria sulla Resistenza, di rilievo è il centro culturale operativo a Palazzo Boglietti, futuribile architettura edificata a inizio degli anni 2000.
Nella Valle Elvo è attivo l'Ecomuseo Valle Elvo e Serra, con numerose cellule ecomuseali tra cui il Museo dell'Oro e della Bessa a Zubiena.

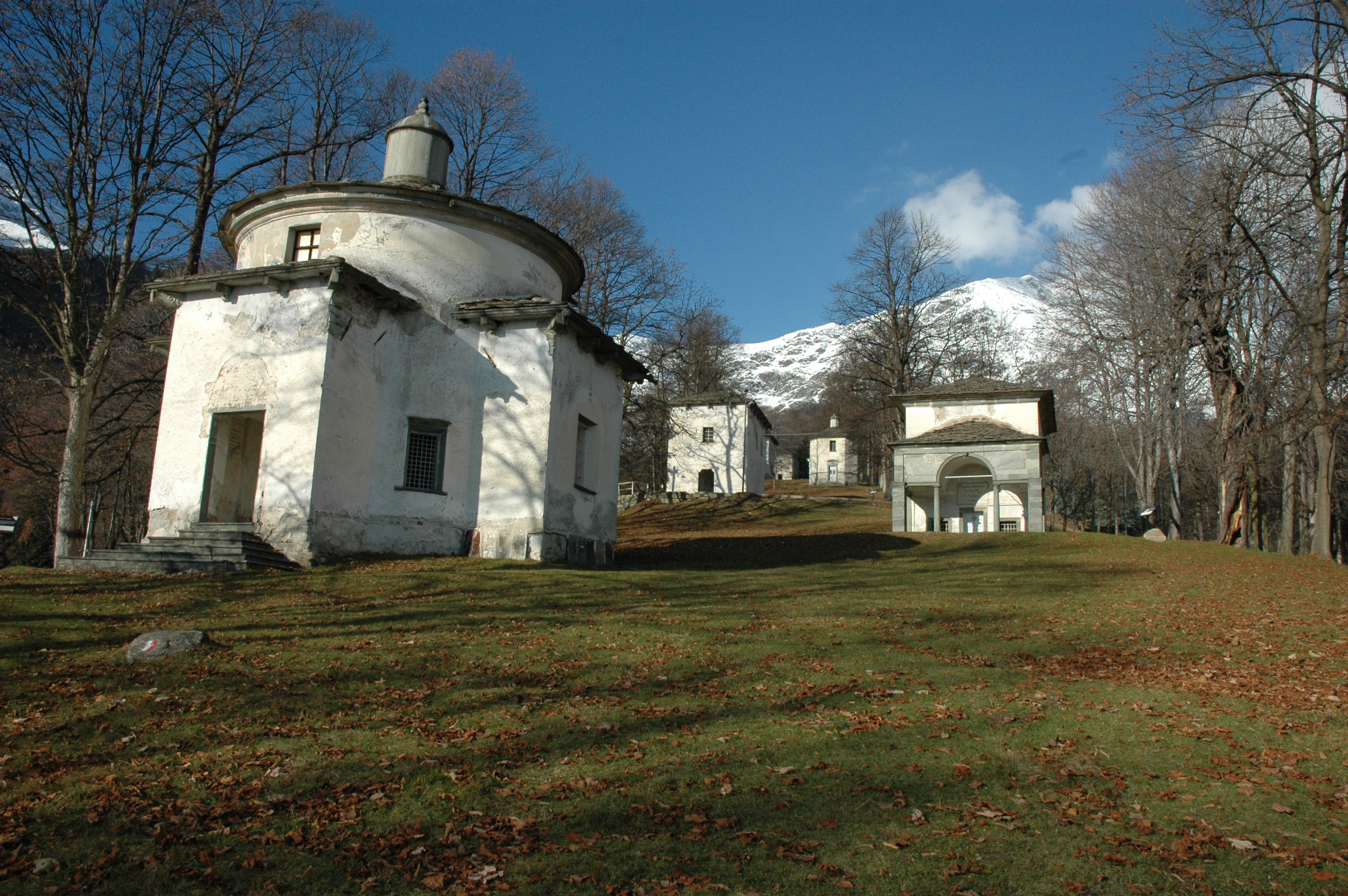
Sacro Monte di Oropa, salita alle Cappelle
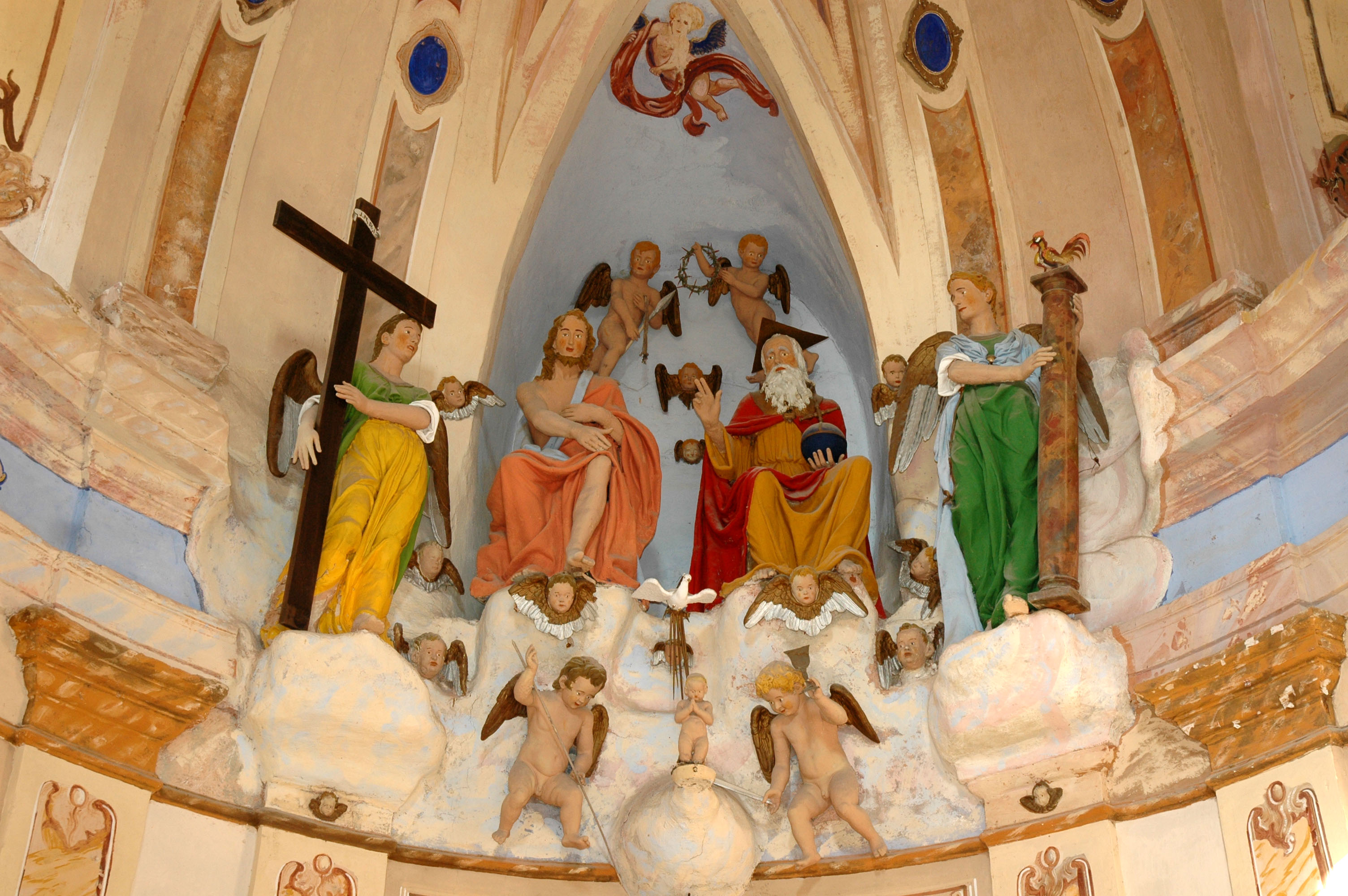
Sacro Monte di Oropa, la Concezione di Maria
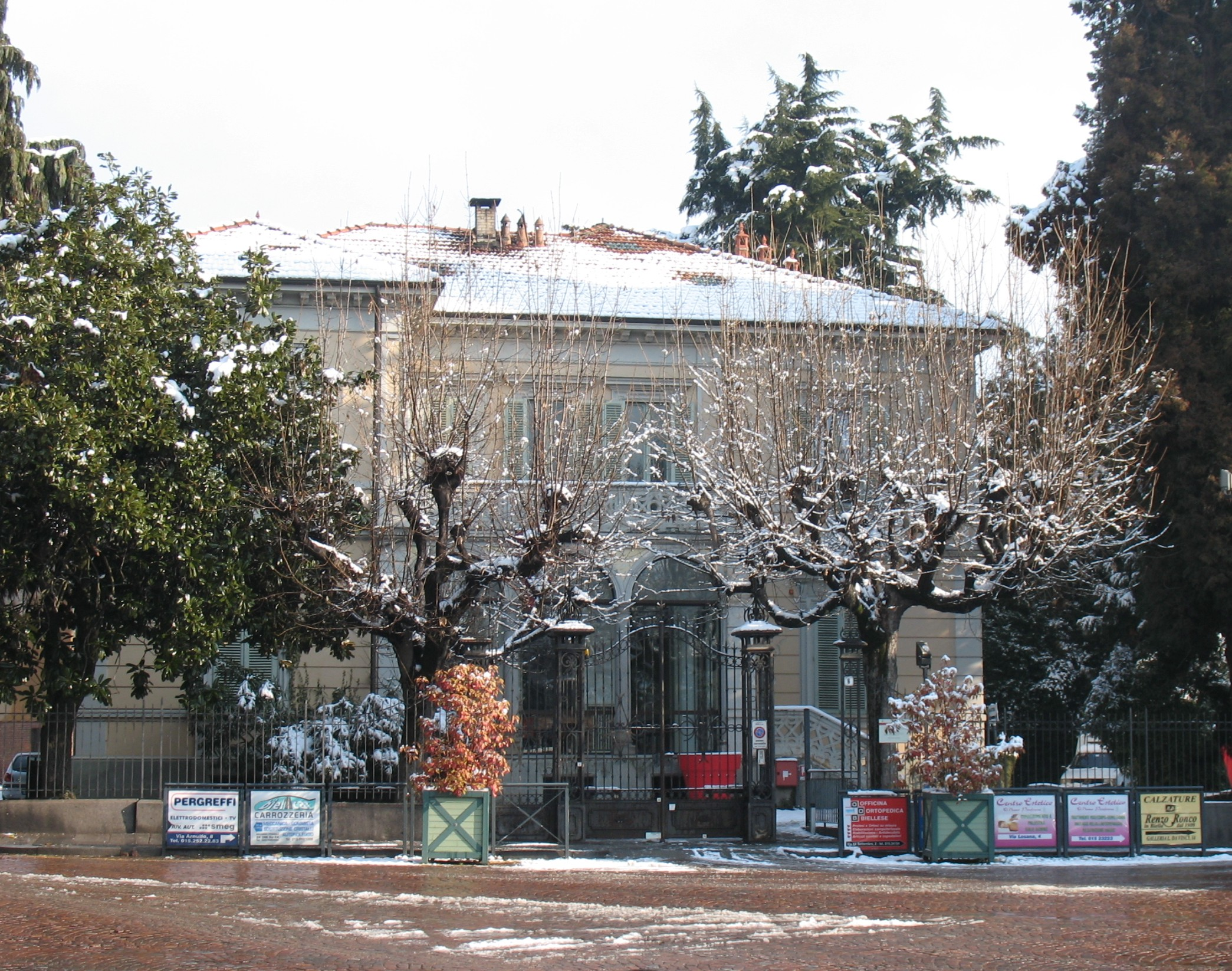
Villa Schneider, luogo della memoria

## Economia
La provincia di Biella non è conosciuta soltanto per le sue bellezze paesaggistiche ma anche per il ruolo di rilievo svolto nella storia dell'industria in Piemonte.
Importante è infatti il passato industriale del biellese, in virtù dei numerosi opifici edificati a partire dalla metà del XIX secolo; il territorio conta tuttora alcune fabbriche per la filatura e la tessitura della lana.
Molto conosciuta è, sotto questo aspetto, la cosiddetta "via della lana" che, lungo la strada panoramica intitolata all'industriale laniero Ermenegildo Zegna, ed attraverso le località di Pray e Trivero (dove sorge l'antica fabbrica della ruota, stabilimento dismesso ora adibito a ecomuseo industriale), si spinge fino alla vicina Valsesia.

Famosi sono anche i cappellifici situati in Valle Cervo, specialmente nel comune di Sagliano Micca, che producono cappelli esportati in tutto il mondo. È anche presente nel comune di Netro un mulino ad acqua conosciuto per produrre farina esportata all'estero.

### Prodotti tipici locali
La conformazione prevalentemente montuosa del territorio favorisce l'allevamento di bestiame (è possibile assistere ancor oggi nei periodi di primavera-autunno alla transumanza); notevole perciò la produzione di latticini (Toma e formaggio tipico Macagn) e insaccati (paletta biellese, originaria di Coggiola, salame di patate, moccetta ..).
Altri prodotti tipici sono il vino bianco DOC Erbaluce di Caluso (prodotto nella zona di Viverone e Roppolo), ed i rossi DOC Coste del Sesia (prodotto con varie uve autoctone come il nebbiolo, la vespolina e la croatina, in vari comuni orientali della Provincia), il pregiato Bramaterra (unico vino prodotto dall'assemblaggio del nobile nebbiolo con un massimo del 30% di croatina, nei comuni biellesi di Masserano, Brusnengo, Villa del Bosco, Sostegno e Curino), e il blasonato Lessona, uno dei più grandi e antichi vini d'Italia, caduto in oblio per molto tempo ed oggi in ripresa costante, prodotto nel comune omonimo dal vitigno nebbiolo pressoché in purezza.
Sono inoltre degni di menzione il Ratafià, liquore di ciliegie nere tipico di Andorno Micca e ora presente con altre varianti aromatiche, ed i canestrelli nella variante biellese, vagamente simili a wafer, e di Crevacuore, in Valsessera, croccanti cialde di cioccolato pressate. Tra i piatti locali, il ris en cagnon, il dolce palpitòn di Mongrando, la polenta concia (condita con burro fuso e formaggio) e la supa mitunà.

## Infrastrutture e trasporti

### Strade

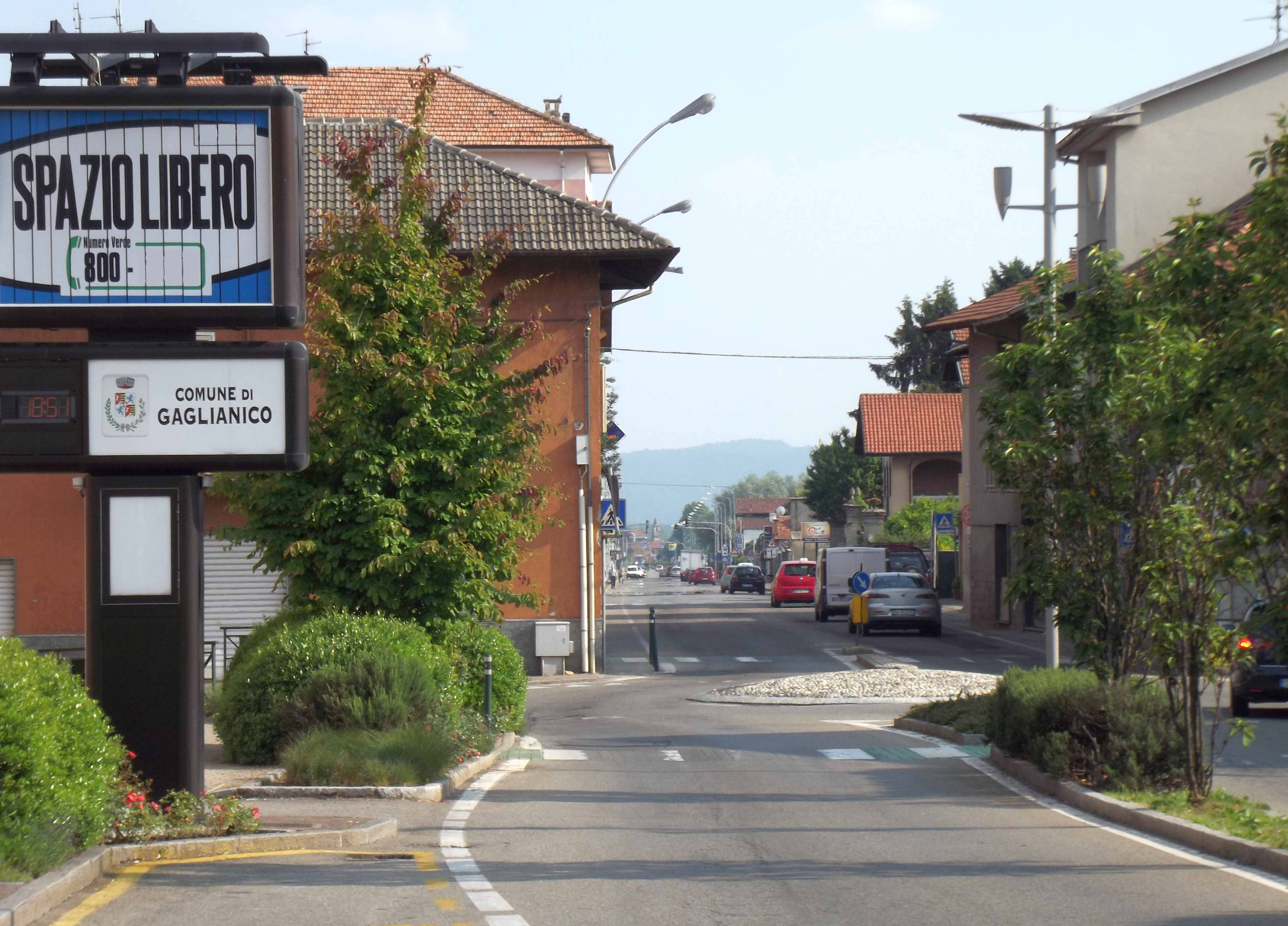
Ex SS 143: l'attraversamento di Gaglianico

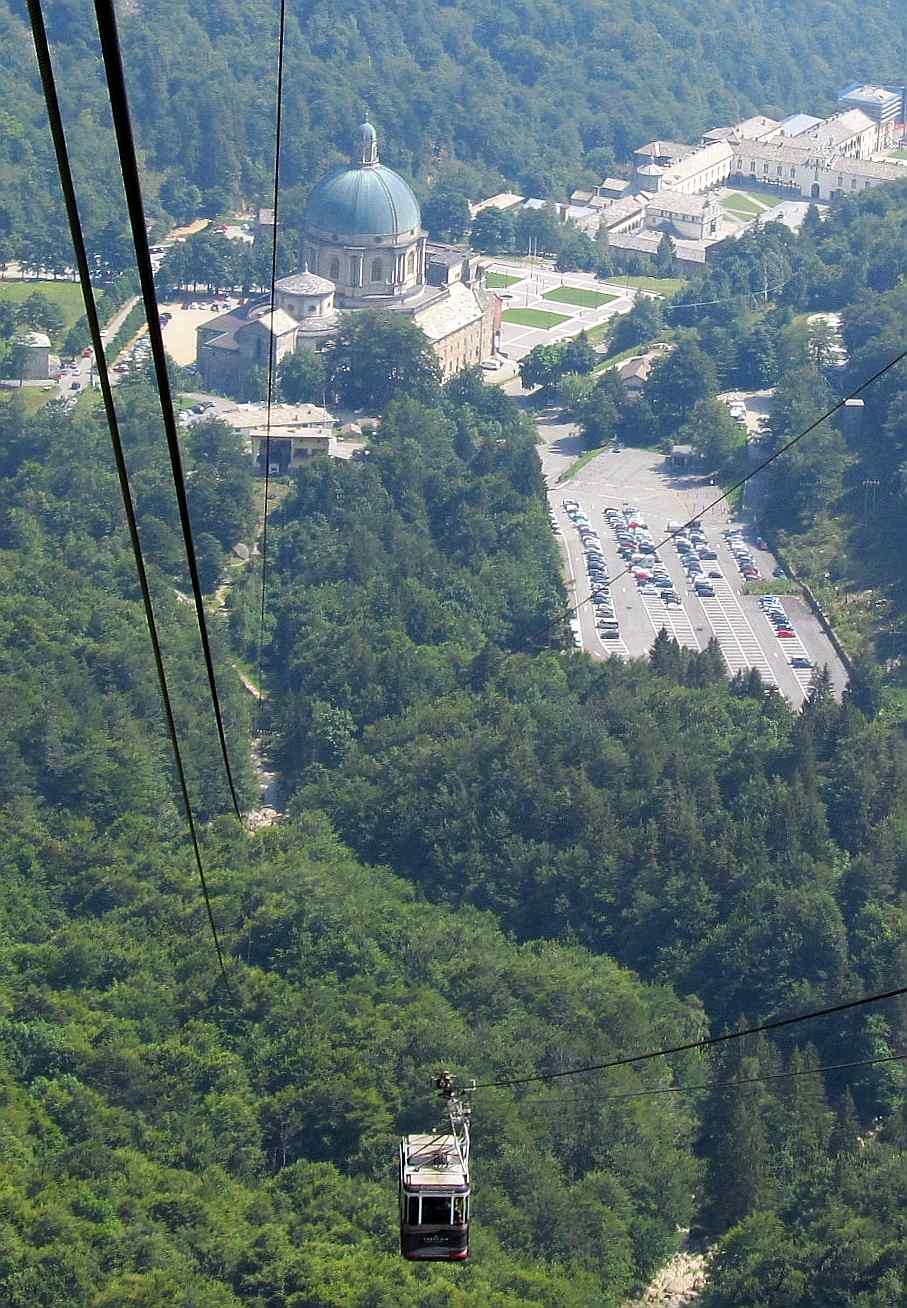
La funivia Oropa-lago del Mucrone

Il sistema stradale del Biellese è legato al proprio capoluogo, da cui dipartono le principali direttrici viarie che lo collegano al resto del territorio provinciale nonché al capoluogo regionale, al Canavese e alla vicina provincia di Vercelli. La numerazione delle strade provinciali è stata impostata su 5 grossi blocchi, centrati sul capoluogo e disposti in senso orario. La superstrada SP142VAR che parte da Biella per finire a Cossato, entro il 2027 si prevede la fine e la realizzazione dell'autostrada Pedemontana Piemontese che interesserà il territorio provinciale, passante per la vecchia superstrada

### Ferrovie
- Ferrovia Biella-Novara: collega il capoluogo con Novara attraversando l'area risicola e baraggiva dell'alta pianura.
- Ferrovia Santhià-Biella: esce dalla città e si dirige verso Santhià con un percorso spesso parallelo alla ex statale 143.

### Trasporto aereo
- Aeroporto di Biella-Cerrione: inaugurato nel 1968, dispone di una pista di 1320 metri.

### Altre forme di trasporto pubblico
- Funivie di Oropa: storico complesso di trasporto a fune nell'area turistico/religiosa del Santuario di Oropa.
- Funicolare di Biella: collega i due nuclei storici della città di Biella, Biella Piano e Biella Piazzo.
- Linea di navigazione del lago di Viverone: unisce i porti di Lido, Masseria, Comuna ed Anzasco.

Il principale ente gestore del trasporto pubblico locale nella provincia è ATAP, acronimo di Azienda Trasporti Automobilistici Pubblici.

## Amministrazione

### Gemellaggi
- Brigata alpina "Taurinense"
- Città metropolitana di Cagliari